# Guelta

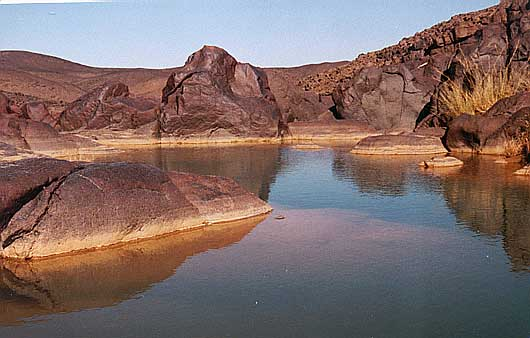
Guelta poblíž Oubankortu, pohoří Adrar des Ifoghas v severovýchodní části Mali.

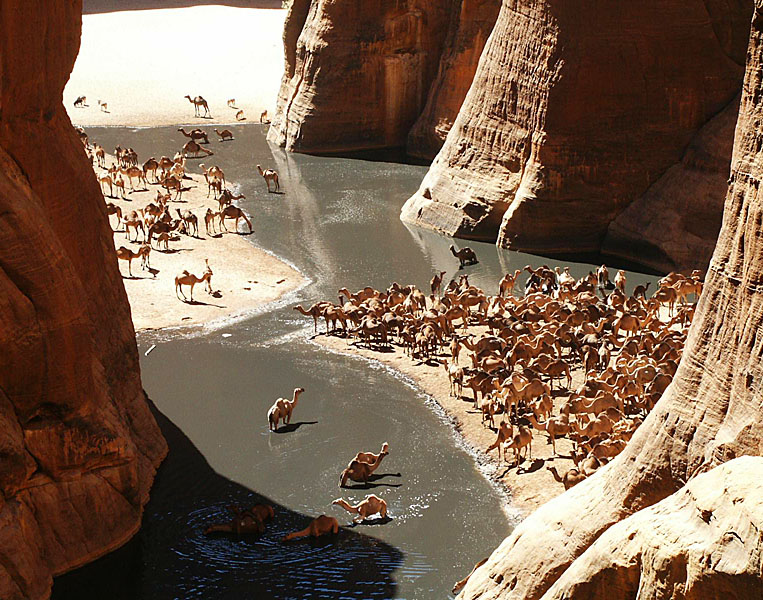
Guelta d'Archei v severovýchodním Čadu.

Guelta (z arabského قلتة - soutěska v níž se nachází voda, berbersky: agelman) je zvláštní typ mokřadu nebo vodního rezervoáru, který je typický pro pouštní oblasti severní Afriky.

## Vznik
Guelty vznikají v kotlinách, soutěskách nebo vádí řek, kde se dostává na povrch podzemní voda nebo zde zůstává voda z dočasných vodních toků či srážek. Často se jedná o místa s nižší úrovní vypařování, která mají dobré podmínky pro vytváření mokřadů nebo vodních rezervoárů. Úroveň jejich hladiny často kolísá a bývá závislá na hladině spodní vody nebo na množství srážek v oblasti. 

## Oázy
V okolí takových zdrojů vody často vznikají oázy. Podobná místa byla historicky využívána jako napajedla karavan a představují důležité strategické body v dané oblasti.

## Významné guelty
Mezi nejznámější guelty patří např. Guelta d'Archei v severovýchodním Čadu, Tagant v Mauretánii a Zemmour na území Západní Sahary. V prvních dvou zmíněných gueltách žijí malé izolované populace krokodýla nilského. Další významné guelty se nacházejí na území Mali a v jižní části Alžírska.